# 黃士心

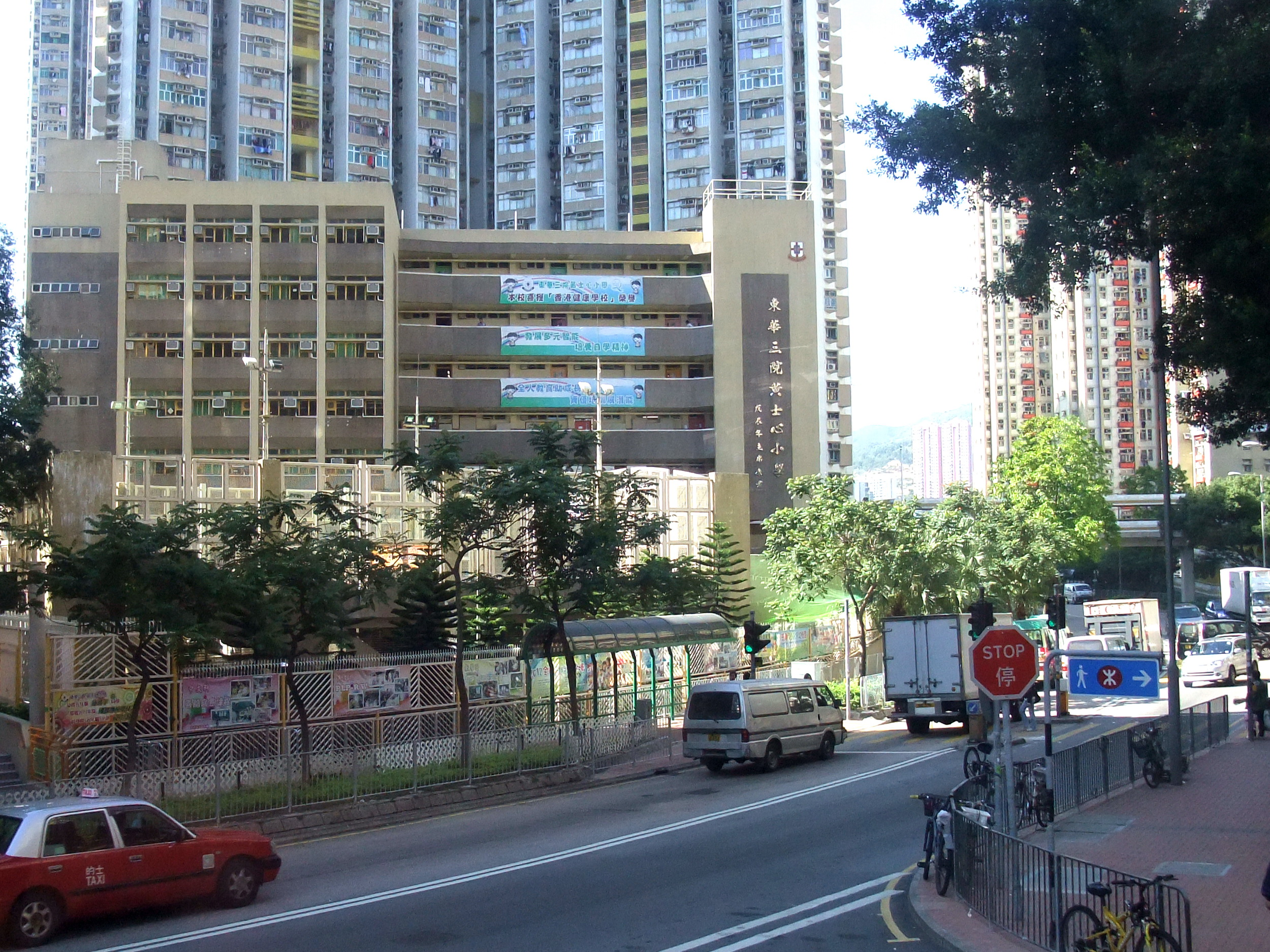
東華三院黃士心小學

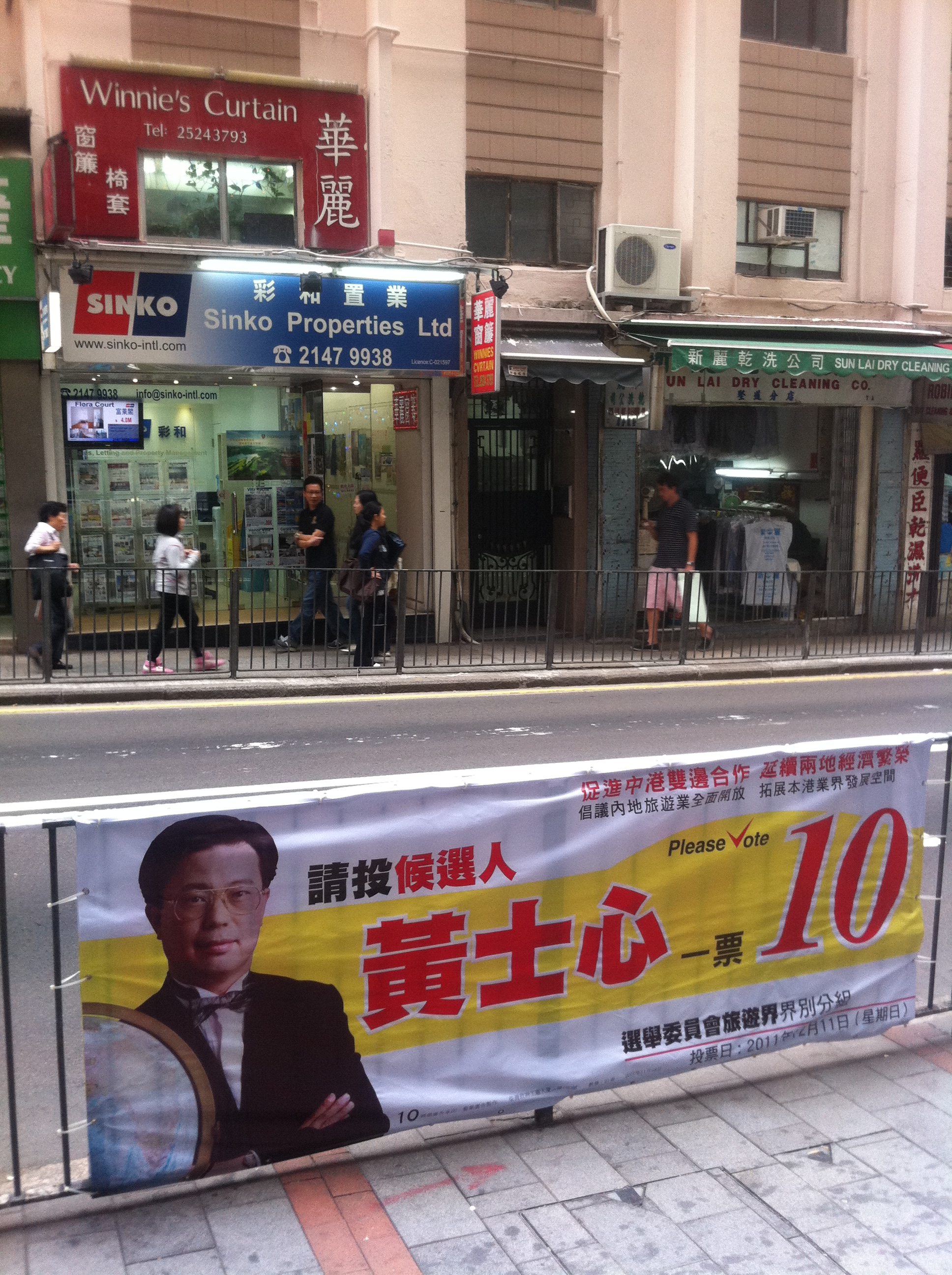
2011年香港選舉委員會界別分組選舉

黃士心，JP（1948年11月—），潮州人，是香港實業家，前東華三院總理及主席、慈善家、太平紳士、港事顧問、香港中華總商會副主席、民主建港協進聯盟主要會員、康泰旅行社董事長、美女廚房嘉賓評判、東華三院黃士心小學、東華三院吳祥川紀念中學贊助人、光明頂受訪嘉賓、2006年香港選舉委員會界別分組選舉香港旅遊界代表、香港特別行政區第一屆政府推選委員會工商、金融界推選委員會委員。
於1966年，黃士心父親黃明銓在香港創立康泰旅行社。到2010年代，黃氏已經將51%股權售予海航集團旗下公司，2019年黃氏將剩下的49%股權都賣給海航，正式退出康泰的營運。

## 家庭
黃士心夫婦已婚，有三名子女，分別是黃進達、黃進德、黃康莉。